# Станіслав Мацейовський
Станіслав Мацейовський, Мацєйовський гербу Цьолек (нар. 1500 — пом. 1563) — державний діяч Королівства Польського; придворний королівський, стольник королеви (1535, 1538), писар гродський і земський сандомирський (1536—1543), каштелян жарновський (1543), радомський (1544—1545), люблінський (1545—1550), войніцький (1550—1553), сандомирський (1553—1563); надвірний маршалок (1553—1563); староста завіхостський (1543—1563), любомльський (1549—1563).

## Життєпис
Станіслав народився 1500 року в сім'ї каштеляна чеховського та люблінського Бернарда Мацейовського та Ядвіґи з Подлодовських. Мав 2 братів — Самуеля та Бернарда й сестру Уршулю.
Свою кар'єру Станіслав Мацейовський розпочав, очевидно, при дворі — спочатку 1529 року як королівський придворний, пізніше був стольником королеви Бони Сфорци (1535, 1538). Також, він працював у Сандомирі в місцевих судах. Спочатку, ймовірно, був гродським писарем, 3 7 квітня 1536 року став земським писарем сандомирським. 1541 року їздив як королівський посол до імператора Карла V Габсбурга.
19 січня 1543 року був призначений на посаду каштеляна жарновського. Цього ж року, після смерті батька, одідичив після нього староство завихостське. На початку наступного року обійняв посаду каштеляна радомського. 19 вересня 1545 року король номінував Мацейовського на посаду каштеляна люблінського.
Після смерті короля Сигізмунда I, молодий король Сигізмунд II Август 1548 року призначив Мацейовського охмістром двору королеви Барбари Радзивілл. Станіслав перебував із королевою у Вільні до її смерті 1551 року. Після цього знову був королівським придворним, отримав за службу королеві в пожиттєве безоплатне користування староство любомльське (місто Любомль і 16 сіл), яке приносило близько 4000 флоринів річного доходу.
27 липня 1550 року Станіслав Мацейовський був номінований на посаду каштеляна войніцького. 1553 року король призначив Станіслава Мацейовського маршалком надвірним коронним. 15 вересня цього ж року він став також каштеляном сандомирським. Обидві посади він обіймав до кінця життя.
Після смерті брата Бернарда 1551 року, Станіслав Мацейовський став опікуном його сина — майбутнього кардинала Бернарда Мацейовського. Останній жив у будинку дядька, здобув там виховання та початкову освіту. У своїй резиденції в Кракові надвірний маршалок створив двірцеву школу, в якій навчалися його сини та родичі, зокрема, племінник Бернард, і діти з оточення двору, наприклад Марцін Лешьновольський. Учителями в школі були Бенедикт Гербест і Ян Миліус.
1555 року Сейм постановив, що Станіслав Мацейовський повинен очолити посольство до Риму, котре мало повідомити папу Павла IV про існуючі в Польщі релігійні труднощі, й подало б йому пропозиції щодо виходу з цієї ситуації (пропонувалося: впровадити польську мову до літургії; допустити приймання євхаристії «із келихом» — хлібом і вином; надати можливість шлюбу для священників) і, крім загального собору, скликання національного синоду. 1556 року за дорученням короля він виїхав разом із невеликим почтом, що супроводжував королеву Бону до Венеції, а далі вирушив до Риму на зустріч із понтифіком.
Імовірно, 1563 року Станіслав Мацейовський знову їздив із посольством до папи з послухом. Цього ж року був відправлений із військом до Литви проти Московського царства, тоді ж і помер.

## Маєтності
Станіслав Мацейовський був дідичем Мацейовиців, Рознішева, Нєджьвядів, також отримав від батька Ратошин, Жидівське й половину Ходля. Продав 1538 року Бруд біля Радома, разом із братом Самуелем поступилися селами Бєлави та Міроніци двоюрідному братові Міколаєві, отримав 1550 року Порембу та Вєжбє в Краківському повіті, 1553 року Віняри та Віняркі в Сандомирському повіті. 1558 року отримав маєтки Олеськ й Мозур (тепер — Мосир).
1537 року польський король Сиґізмунд I Старий подарував Станіславові Мацейовському село Лукове в Холмській землі. Ця звістка є першою згадкою про волинське містечко Луків. 1557 року Мацейовський звернувся до короля Сигізмунда II Августа з проханням заснувати на землях Лукова місто і назвати його Мацейовим. Король дав дозвіл на перейменування Лукова на Мацеїв, надав йому статус міста та маґдебурзьке право, можливість проводити ярмарки й збудувати замок. У Люстрації 1564—1565 років у Любомльському старостві згадується новостворене місто Мацеїв, а також, засноване Мацейовським неподалік від нього село Зачернече (тепер — Зачернеччя). У Мацейові сандомирський каштелян фундував замок і костел.
Станіслав Мацейовський отримував зі своїх маєтностей Рознішев, Поремба, Віняри, Луків, Подчай, Олеськ, Мозур і Любомльського та Завихостського староств сукупний дохід 6808 злотих, чистий річний дохід (після сплати податків і зборів) 4538 злотих.

## Сім'я
Станіслав Мацейовський близько 1547 року одружився з Анною зі Стоянців Чурилівною гербу Корчак, доньці Міколая Чурила, краківського бурґграфа, дідичкою Максимовичів, Лановичів і Піляшковиців у Перемишльській землі й Романова у Львівській землі. Подружжя мало 4 дітей:
- Катажину[pl] (1530—1596) — дружину королівського ротмістра Каспера Мацейовського, Якуба Гербурта та сяноцького стольника й підкоморія, каштеляна перемишльського Анджея Ваповського[pl];
- Каспера (пом. 1611) — каштеляна люблінського, конюшого великого коронного;
- Станіслава (пом. 1595) — старосту завихостського[25];
- Уршулю — дружину Яна Боґуша[pl][17]; за іншими даними вона була донькою брата Станіслава — Бернарда Мацейовського[26]).

## У культурі
Станіслав Мацейовський є одним із дійових осіб ренесансного твору "Польський придворний" (1566) Лукаша Ґурніцького. У творі він, зокрема описується так:
|  | ..хоча його освіченість була досить великою, як і показує його творчість (вірші), проте він був відомий не стільки цим, скільки своєю чеснотою, людяністю, добротою та своїми мудрими судженнями при пораді; він нікому поганого не замишляв, нікому зла не робив, не було в ньому жадоби здобуття ні багатства, ні титулів, не було в ньому заздрості, не було в ньому огидної моралі, але було те, що ця людина не могла намилуватися свободою |